# Jörg Brückner (Sänger)
Jörg Brückner (* 1970 in Erlangen) ist ein deutscher Opernsänger (Tenor) und Gymnasiallehrer.

## Leben
Jörg Brückner absolvierte ein Gesangsstudium an der Hochschule für Musik Würzburg bei Charlotte Lehmann und studierte privat Musik-Kinästhesie bei Ernst Huber-Contwig in Hannover. Kurse besuchte er bei Astrid Varnay (16. Münchner Singschul’), Alfredo Kraus (Santander, Spanien), Cornelius L. Reid (New York, USA) und Heiner Hopfner (Mozarteum Salzburg).
Derzeit lässt er sich von Frau KS Irmgard Boas in Dresden stimmlich betreuen.
1998 erhielt er ein Stipendium des Richard-Wagner-Verbandes, Bayreuth.
Gastengagements führten ihn 1998/99 an das Theater Meran und 1999/2000 an das Landestheater Coburg. Im Sommer 1999 wirkte er bei der Kammeroper Schloss Rheinsberg als Fenton in Die lustigen Weiber von Windsor mit. Ab Mai 2000 holte ihn Götz Friedrich als Stipendiat an die Deutsche Oper Berlin, wo er unter Dirigenten wie Christian Thielemann, Kirill Petrenko, Michail Jurowski, Jiri Kout, Marcello Viotti und Stefan Soltesz sang. 
Im Jahrbuch 2003 der Zeitschrift Opernwelt wurde Jörg Brückner als Nachwuchskünstler des Jahres nominiert.
Als Gastsänger wirkte er in den Rusalka-Inszenierungen des Staatstheaters Braunschweig (2003/04) und des Heidelberger Theaters (2004/05) jeweils in der Partie des Prinzen mit.
Von 2002 bis 2007 gehörte er dem Anhaltischen Theater Dessau als festes Ensemblemitglied an, wo er als Boris (Katja Kabanowa), Herzog (Eine Nacht in Venedig), Hans (Die verkaufte Braut), Don José (Carmen), Sam (Street Scene), Prinz (Rusalka), Ferdinand (Luisa Miller), Sou Chong (Das Land des Lächelns), Don Ottavio (Don Giovanni), Tassilo (Gräfin Mariza), Tamino (Die Zauberflöte), Wilhelm Meister (Mignon) und Zarewitsch (Der Zarewitsch) zu hören war.
Seither ist Jörg Brückner freischaffend. Er gastierte u. a. als Tamino (Die Zauberflöte), Lyonel (Martha), Prinz (Rusalka), Hans (Die verkaufte Braut) und Sou Chong (Das Land des Lächelns – u. a. Peter Konwitschny/Kyrill Petrenko) am Theater Heidelberg, dem Anhaltischen Theater Dessau, dem Staatstheater Braunschweig, dem Theater Basel, an der Oper Halle und der Komischen Oper Berlin.
Auf seinem künstlerischen Weg arbeitete er mit renommierten Orchestern zusammen, wie dem Münchner Rundfunkorchester, dem Orchester der Deutschen Oper Berlin, dem Konzerthausorchester Berlin, den Hamburger und den Bamberger Symphonikern. Zahlreiche Konzerte im Konzertfach führten ihn u. a. auch nach Italien, Spanien, Dänemark und Österreich.
Seit 2009 singt Jörg Brückner überwiegend Konzerte und arbeitet als Gymnasiallehrer am Hennebergischen Gymnasium „Georg Ernst“ in Schleusingen nach.